# 上沢寺
上沢寺（じょうたくじ）は、山梨県南巨摩郡身延町下山にある日蓮宗の寺院。山号は法喜山。旧本山は身延山久遠寺、鏡師法縁（善学会）。境内には天然記念物の銀杏の古木オハツキイチョウがある。

## 歴史

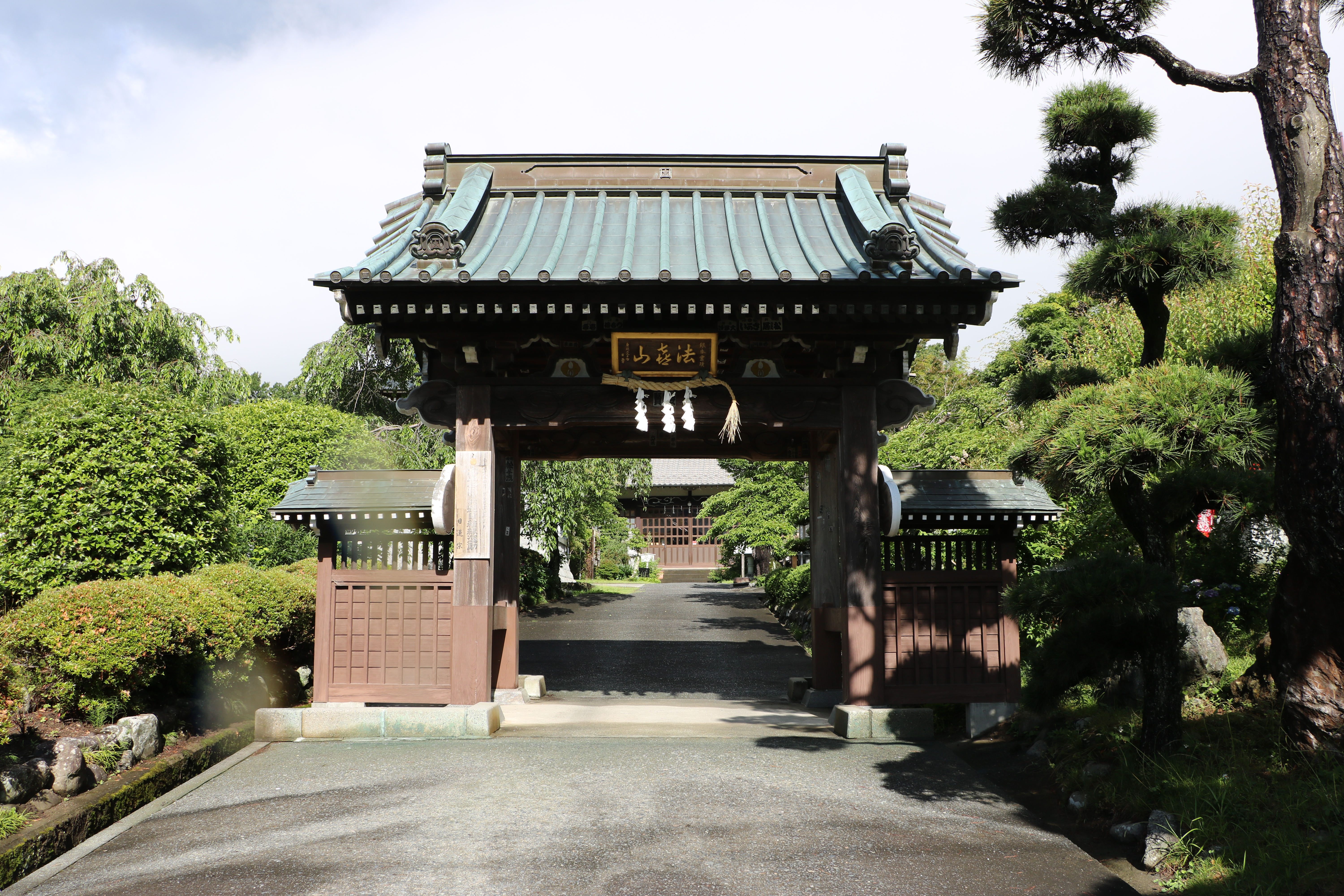
山門（2019年6月撮影）

- 文永11年（1274年）恵朝阿闍梨善智法印と法喜阿闍梨が立正大師日蓮と会見し日蓮宗に改めた。

## 文化財
- 上沢寺のオハツキイチョウ　天然記念物（昭和4年（1929年）4月2日指定）

## 境内
- 本堂

## 参考資料
- 日蓮宗寺院大鑑編集委員会『宗祖第七百遠忌記念出版 日蓮宗寺院大鑑』大本山池上本門寺 (1981年)
- 市川智康『日蓮聖人の歩まれた道』水書房
- 『日本の巨樹・巨木林　甲信越・北陸版』環境庁
- 『日本の天然記念物』講談社

## 公式サイト
- 公式ウェブサイト